# لیناس میگلیتیس
لیناس میگلیتیس (انگلیسی: Linas Mėgelaitis؛ زادهٔ ۹ سپتامبر ۱۹۹۸) بازیکن فوتبال اهل لیتوانی است.
از باشگاه‌هایی که در آن بازی کرده است می‌توان به باشگاه فوتبال لچه و باشگاه فوتبال پرو ورچلی اشاره کرد.
وی همچنین در تیم‌های ملی فوتبال زیر ۱۷، زیر ۱۸، زیر ۱۹،  زیر ۲۱ سال و بزرگسالان لیتوانی بازی کرده است.